# John Hunter
John Hunter (29 de agosto de 1737 – 13 de março de 1821) foi um oficial naval britânico e administrador colonial que sucedeu Arthur Phillip, como segundo governador de Nova Gales do Sul, Austrália de 1795 a 1800.
O rio Hunter e o vale de Hunter, ao norte de Sydney, foram nomeados na sua homenagem. Morreu em Londres em 1821. Encontra-se sepultado na Abadia de Westminster.
John Hunter viveu na Inglaterra de 1728 a 1793. Era o caçula de 10 irmãos, um dos quais, William Hunter, famoso anatomista e cirurgião, foi seu predecessor em anatomia.
John Hunter desde cedo demonstrou grande habilidade na sala de dissecções, tendo feito algumas descobertas importantes em anatomia. Era um trabalhador infatigável a quem bastavam quatro a cinco horas de sono e que se aborrecia com a especulação teórica, muito em voga na época, sobre doutrinas e conceitos, sem nenhuma base experimental.
Foi o fundador da cirurgia experimental e a ele deve-se a descoberta da circulação colateral nos casos de aneurisma, permitindo a ligadura da artéria logo acima do saco aneurismático.
Descobriu os canais lacrimais, descreveu o choque, a flebite e a intussuscepção intestinal e foi o primeiro a utilizar a sonda nasogástrica para alimentar o paciente.
Considerava a maioria das operações como mutilações que apenas atestava a imperfeição da medicina e advertia a seus colegas cirurgiões para não agirem como um "selvagem armado".
Estabeleceu a diferença entre o cancro mole e o cancro duro e para dirimir a dúvida se a blenorragia e a sífilis eram uma só ou duas doenças, inoculou em si mesmo, no tecido subcutâneo, o pus recolhido de um paciente com blenorragia.
Apresentou todas as manifestações primárias e secundárias da sífilis, o que o convenceu de que se tratava de uma única doença. Lamentavelmente, é fora de dúvida que ele se autoinoculou com material que continha tanto o gonococo como o Treponema pallidum.
Além de anatomista e cirurgião, John Hunter era um colecionador, tendo organizado na sua casa um verdadeiro museu de Anatomia, Patologia e História Natural. Não somente coletava e preparava pessoalmente os espécimes destinados à sua coleção, como os adquiria de terceiros, gastando todas as suas economias no contínuo enriquecimento do museu, que chegou a possuir 13.000 peças.
Não dispondo de espaço suficiente na sua residência, adquiriu uma pequena área nas cercanias de Londres, onde construiu a sede do seu museu e onde mantinha animais vivos para observar-lhes os hábitos e para os seus estudos de cirurgia experimental.
Certa vez Hunter conheceu  um irlandês de grande estatura, um verdadeiro gigante, de nome Byrne e desejou possuir o esqueleto dele para o seu museu. Ao saber das pretensões de Hunter, Byrne não somente recusou-se a fazer a doação do seu esqueleto, em caso de morte, como deixou instruções precisas para que o seu corpo fosse colocado num caixão de chumbo e jogado ao mar.
Hunter não desistiu do seu intento e a ideia de se apropriar do esqueleto de Byrne tornou-se verdadeira obsessão. Passou a acompanhar os passos de Byrne que, amedrontado, fugia sempre de encontrar-se com o seu perseguidor.
Mas o destino favoreceu a Hunter, Byrne veio a falecer e Hunter conseguiu subornar os responsáveis pelo seu sepultamento, adquirindo o corpo do gigante pela elevada soma de 500 libras esterlinas, importância que ele não possuía e teve de tomar emprestada.
O esqueleto do gigante é hoje um dos espécimes mais famosos do Hunterian Museum and Art Gallery, em Londres.
Hunter faleceu aos 65 anos de modo dramático. Sofria insuficiência coronariana com crises de angina do peito e chegou e prever o seu fim com as seguintes palavras: "a minha vida está nas mãos de qualquer canalha que me queira aborrecer e contrariar". Numa reunião da Diretoria do Hospital St. George em que se discutia quem seria o seu sucessor no Hospital, teve uma discussão com os seus interlocutores e caiu fulminado por um enfarte agudo do miocárdio.